# Попович, Александра Симоновна
Александра Симоновна Попович (12 [25] мая 1908, Березнеговатое, Херсонская губерния — 9 декабря 1986) — советский учёный, зоотехник-селекционер, участница и основной руководитель выведения Курганской породы крупного рогатого скота, доктор сельскохозяйственных наук (1964/1965), профессор (1967).

## Биография
Александра Попович родилась 12 (25) мая 1908 года в семье крестьянина-бедняка в посаде Березнеговатое Херсонского уезда Херсонской губернии, ныне посёлок городского типа — административный центр Березнеговатской поселковой общины (укр. Березнегуватська селищна громада) Баштанского района Николаевской области Украины.
Окончила 7-классную школу и поступила в сельхозтехникум.
В 1926 году поступила и в 1930 году окончила зоотехнический факультет Херсонского сельскохозяйственного института.
С мая 1930 года по сентябрь 1932 года — старший зоотехник племсовхоза «Любомировка» (с. Любомировка Криничанского района Днепропетровской области).
С сентября 1932 года по 15 марта 1934 года — аспирант Украинского государственного института экспериментальной ветеринарии и зоотехники в городе Харькове.
С 26 марта 1934 года по 15 ноября 1936 года — аспирант Всесоюзного научно-исследовательского института животноводства (город Москва). В декабре 1936 года защитила кандидатскую диссертацию.
В 1937 году направлена на работу в Дальневосточный Краевой НИИ земледелия и животноводства в г. Хабаровск.
С 15 сентября 1937 года по 17 августа 1941 года работала на Ленинградской областной опытной станции животноводства, старший научный сотрудник, затем зав. отделом животноводства ВНИИЖ, город Красногвардейск, ныне Гатчина.
В августе — сентябре 1941 года участвовала в эвакуации (перегоне) элитных стад скота Ленинградской области в колхоз «Мезги» Вологодской области, затем эвакуировалась в город Курган.
С начала 1942 по 1945 год преподаватель и одновременно старший зоотехник учхоза в Курганском агрозоотехникуме.
После окончания войны осталась в Кургане и работала в сельскохозяйственном институте заведующей кафедрой кормления и разведения сельскохозяйственных животных. Участник и основной руководитель выведения Курганской породы крупного рогатого скота, утверждённой в 1949 году.
С 1949 по 1955 год декан зоотехнического факультета.
С 1955 по 1960 год заведующая кафедрой, затем до 1973 года профессор кафедры частной зоотехнии.
В 1964 или 1965 году защитила докторскую диссертацию на тему «Курганская порода крупного рогатого скота и пути её совершенствования». В 1965 или 1967 году утверждена в звании профессора.
В 1969 году ушла на пенсию, работала профессором-консультантом по 1975 год.
Александра Симоновна Попович умерла 9 декабря 1986 года <где?>. Похоронена на Широкореченском кладбище Верх-Исетского района города Свердловска Свердловской области, ныне город Екатеринбург — административный центр той же области.

## Научные труды
Автор более 150 научных работ, включая научно-популярные статьи в областных газетах.
Автор монографии: Породообразование, структура и совершенствование скота курганской породы [Текст] / А. С. Попович, проф., д-р с.-х. наук. — [Челябинск]: Юж.-Урал. кн. изд-во, 1971. — 183 с.

## Награды
- Медаль «За трудовую доблесть», дважды
- Юбилейная медаль «За доблестный труд. В ознаменование 100-летия со дня рождения Владимира Ильича Ленина»
- Медаль «За доблестный труд в Великой Отечественной войне 1941—1945 гг.»
- Юбилейная медаль И. В. Мичурина
- Медаль ВДНХ СССР (<какая: золотая, серебряная, бронзовая?>). На протяжении четырёх лет была участницей Всесоюзной сельскохозяйственной выставки.
- Занесена в Книгу Почёта по Ленинградской области.
- Занесена в Книгу почёта Курганской государственной сельскохозяйственной академии имени Т. С. Мальцева

## Память
В 1995 году её документы поступили на хранение в Государственный архив Курганской области. В 2001 году документы фонда прошли научно-техническую обработку, в результате которой сформировано 8 дел.

## Семья
Муж Чубарь Пётр Петрович (28 июня 1909 — 6 сентября 1944, умер от ран в госпитале г. Сызрань), старший техник-лейтенант ВВС.
Дочь Светлана Петровна Ермолина (род. 4 мая 1936) врач-педиатр, инспектор лечебного отдела Свердловского городского отдела здравоохранения. Сын Олег — педагогический.